# Salle des Gardes

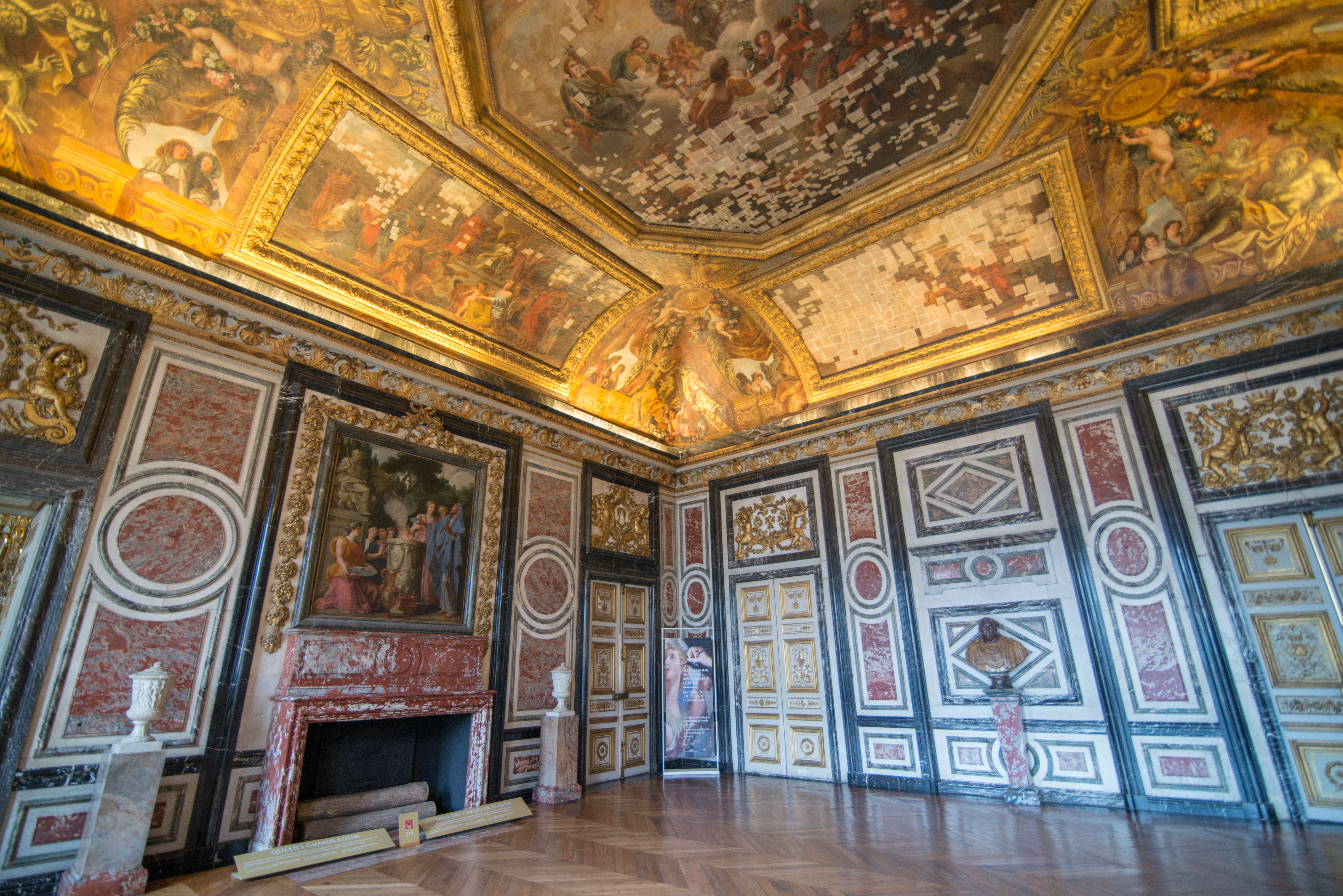
Vue générale de la salle des Gardes de la reine avant restauration.

La salle des gardes de la reine est un salon d’apparat faisant partie du grand appartement de la reine au château de Versailles. Elle fait office de lieu attenant pour les gardes et est desservie à l'ouest par l'antichambre du Grand Couvert et à l'est par la salle du Sacre.

## Histoire
La salle des Gardes de la reine a remplacé en 1676 l'une des chapelles successives du château aménagée en 1672. La construction de la galerie des Glaces a en effet entraîné une modification de la distribution de l'appartement : la chapelle laisse alors la place à un salon, d'abord nommé salon de la Reine, puis salle des Gardes. La précédente salle des gardes devient quant à elle la première antichambre de l'appartement, ou antichambre du Grand Couvert.
La pièce marque l'entrée du grand appartement de la reine qui se prolonge jusqu'au salon de la Paix. Elle servait aux gardes chargés de la protection de la souveraine et était toujours très animée. Au matin du 6 octobre 1789, lorsque les émeutiers commencent à envahir le château, les gardes du corps retranchés dans cette pièce parviennent à résister et protéger Marie-Antoinette, qui se réfugie chez le roi.

## Décor
Contrairement aux autres pièces de l'appartement de la reine, la salle des Gardes est la seule à avoir conservé dans son intégralité sa décoration murale du temps de Louis XIV. Elle est formée de lambris de marbre : blanc de Carrare, Campan vert, Languedoc rouge et noir Antique.
Le plafond a reçu un décor peint par Noël Coypel, provenant de l'ancien Cabinet d'angle (ou de Jupiter) de l'appartement du roi, situé à l'emplacement de l'actuel salon de la Guerre. La composition centrale représente Jupiter parcourant les airs, accompagné de la Justice, l'Abondance et la Piété. Les tableaux des voussures illustrent, selon André Félibien, « deux des actions les plus mémorables de la Justice, et deux des actions les plus mémorables de la Piété dont l'Histoire a conservé la mémoire ». Ce sont des allusions aux qualités royales : 
- voussure sud (au-dessus des fenêtres) : Solon expliquant ses lois aux Athéniens ;
- voussure nord : Alexandre Sévère faisant distribuer du blé au peuple de Rome dans un temps de disette ;
- voussure ouest (au-dessus de la cheminée) : Ptolémée Philadelphe rend la liberté aux Juifs ;
- voussure est : Trajan rendant la justice.

Les écoinçons représentent : La Justice punissante, des Esclaves libérés, le Soulagement de la famine et La Justice récompensante. Dans les angles des écoinçons, des personnages semblent se pencher ironiquement sur le visiteur.
Deux tableaux de Coypel complètent la décoration et s'inscrivent dans le thème jupitérien du plafond : au-dessus de la cheminée un Sacrifice fait à Jupiter sur le mont Lycée, sur le mur en face Jupiter enfant élevé par des nymphes chez les Corybantes. Les bas-reliefs dorés sont l'œuvre des sculpteurs Le Gros et Massou.